# Evangelho Árabe da Infância de Jesus

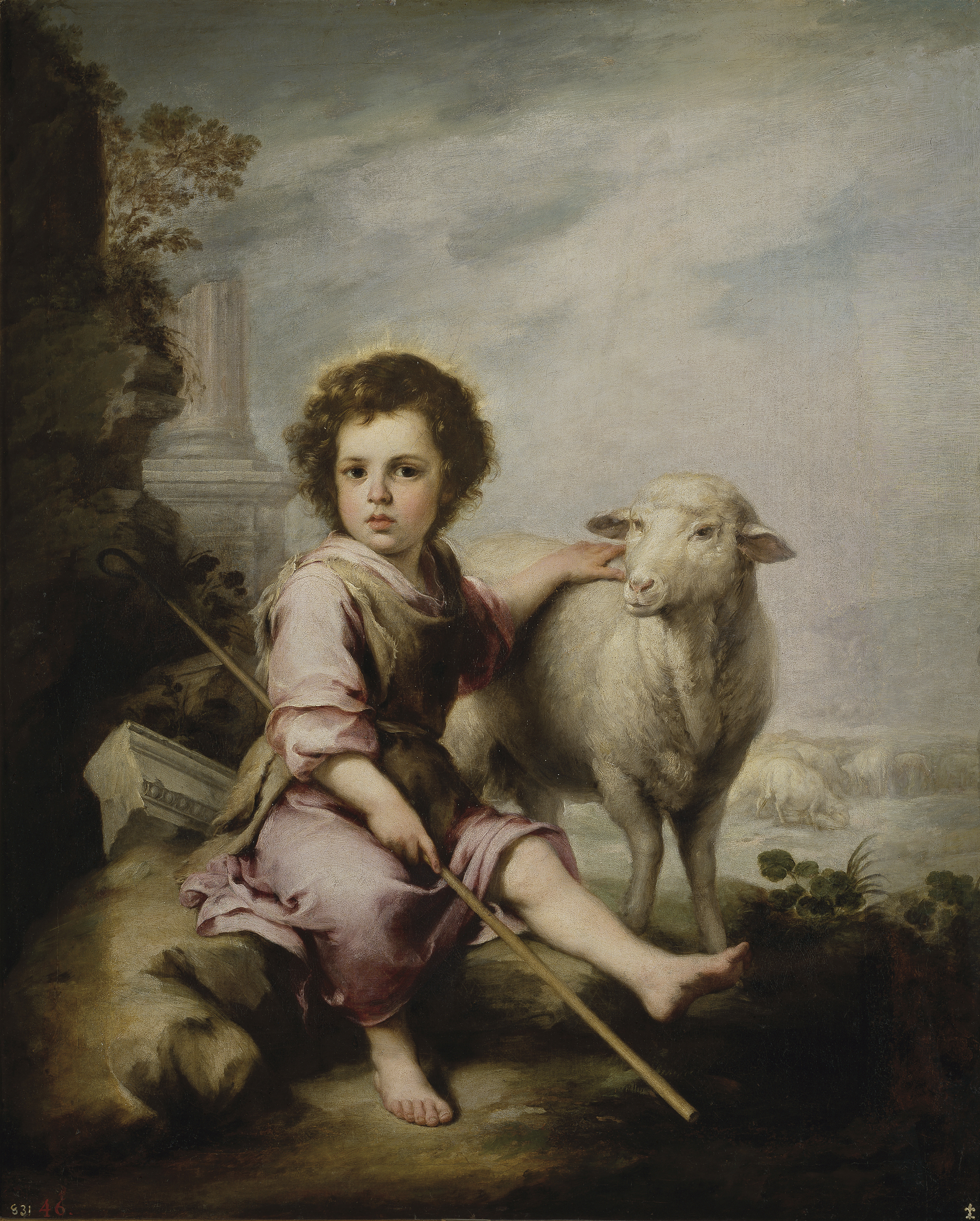
"O Bom Pastor", de Murillo

Evangelho Árabe da Infância de Jesus é um texto que deriva de outras fontes antigas. Segundo o autor árabe Ahmed Ibn Idris, ele é considerado o quinto evangelho e seu autor teria sido Pedro, com bases e dados fornecidos por Maria. Foi publicado em 1677. 
Venerado pelos coptas do Egito, lá teve ampla divulgação. Foram localizadas versões grega, latina, eslava, armênia e árabe. Na França, no século XVIII teve várias traduções. A primeira parte do evangelho é baseada no Proto-Evangelho de Tiago e evangelho de Mateus e de Lucas. A segunda é inspirada nos próprios textos árabes, e a última no Evangelho Pseudo-Tomé. 
É constituído de três partes: 
- O nascimento de Jesus — baseado no Proto-Evangelho de Tiago.
- Milagres durante a ida ao Egito — aparentemente baseados apenas nas tradições locais.
- Os milagres de Jesus como um menino — baseado no Evangelho Pseudo-Tomé.

Esse texto era conhecido por Isho'dad de Merv, Pai da Igreja síria, em seu comentário bíblico relativo ao Evangelho de Mateus. A narrativa do Evangelho Árabe da Infância, em especial na segunda parte relativa aos milagres no Egito, podem ser encontradas também no Alcorão.  
Segundo alguns críticos, a sua presença no Alcorão pode ser devido à influência que o Evangelho tinha entre os árabes. Não é conhecida com certeza que o Evangelho estava presente no Hejaz, mas pode ser visto como provável. No entanto, afirmam os apologistas islâmicos que o Evangelho foi traduzido para o árabe no período islâmico devido aos textos defeituosos em árabe bem como a extrema raridade dos textos escritos no período pré-islâmico da Arábia.